# Coussarea mexicana
Coussarea mexicana är en måreväxtart som beskrevs av Paul Carpenter Standley. Coussarea mexicana ingår i släktet Coussarea och familjen måreväxter. IUCN kategoriserar arten globalt som sårbar. Inga underarter finns listade i Catalogue of Life.